# 张思兵
张思兵（1969年—），原第四军医大学毕业，口腔医学医疗保健管理专家，现任中国人民解放军空军军医大学（第四军医大学）校长。曾出任中国人民解放军总医院医疗处处长、中国人民解放军总医院海南分院医务部主任、中国人民解放军总医院医务部副主任、主任、中国人民解放军总医院卫勤部部长，火神山医院院长。

## 生平
1969年，张思兵出生。张思兵从原第四军医大学毕业。2003年，张思兵参加抗击北京SARS、援建小汤山医院等重大任务。2020年1月29日，张思兵抵达湖北省武汉市，2020年2月2日，张思兵出任火神山医院院长。2020年5月，张思兵出任中国人民解放军空军军医大学（第四军医大学）校长，接替周先志，同时晋升空军少将。